# Sean O’Neill (Snookerspieler)
Sean O’Neill (* 20. Januar 1981) ist ein ehemaliger nordirischer Snookerspieler, der nach einigen Erfolgen auf Amateurebene in der Saison 2004/05 Profispieler war. In dieser Zeit erreichte er die Runde der letzten 48 der China Open 2005 und Rang 86 der Snookerweltrangliste.

## Karriere
O’Neill hat sowohl die britische als auch die irische Staatsbürgerschaft. Nachdem O’Neill die nordirische U14- und U16-Meisterschaft gewonnen hatte, und 1998 nordirischer U19-Meister geworden war, nahm er regelmäßig und mit einigem Erfolg an internationale Juniorenturnieren und weiteren internationalen Meisterschaften teil. So wurde er 1998 U19-Vize-Europameister und erreichte das Viertelfinale der Amateurweltmeisterschaft 1999. 2001 wurde er nordirischer U21-Meister und gewann danach direkt auch die nordirische Snooker-Meisterschaft. Ersteren Titel konnte er 2002 verteidigen, nachdem er noch 2001 U21-Vize-Weltmeister geworden war. Zudem hatte er die Pontins Autumn Open gewonnen. Nebenher spielte er regelmäßig auf dem irischen Amateurzirkus. Nach 2002 nahm er nur noch vereinzelt an internationalen Amateurturnieren teil, ehe er 2004 endgültig damit aufhörte.
Mittlerweile hatte sich O’Neill auch verstärkt dem professionellen Snooker zugewandt und versuchte, sich für die Profitour zu qualifizieren. Seit 1999 spielte er dazu auf der Challenge Tour, zusätzlich nahm er in der Spielzeit 2001/02 an der WSA Open Tour teil. Bei der Challenge Tour 2003/04 hatte er schließlich so viel Erfolg, dass er sich für einen Startplatz als Profispieler in der Saison 2004/05 qualifizierte. Allerdings schied er bei jedem Profiturnier noch in der Qualifikation aus, auch wenn er bei den China Open bis in die finale Qualifikationsrunde kam. Seine Ergebnisse langten aber nur für Platz 86 der Weltrangliste, wodurch er nach nur einer Saison seinen Profiplatz wieder verlor. Danach zog er sich vom Snooker zurück.

## Erfolge
| Ausgang         | Jahr  | Turnier                           | Finalgegner      | Ergebnis  |
| --------------- | ----- | --------------------------------- | ---------------- | --------- |
| Amateurturniere |       |                                   |                  |           |
| Sieger          | 1998? | Nordirische U14-Meisterschaft     | unbekannt        | unbekannt |
| Sieger          | 1998? | Nordirische U16-Meisterschaft     | unbekannt        | unbekannt |
| Sieger          | 1998  | Nordirische U19-Meisterschaft     | Mark Jackson     | 3:1       |
| Zweiter         | 1998  | U19-Europameisterschaft           | Ian Preece       | 3:7       |
| Sieger          | 2001  | Nordirische U21-Meisterschaft     | Paddy McLoughlin | 4:0       |
| Sieger          | 2001  | Nordirische Snooker-Meisterschaft | Julian Logue     | 10:5      |
| Zweiter         | 2001  | U21-Amateurweltmeisterschaft      | Ricky Walden     | 5:11      |
| Sieger          | 2001  | Pontins Autumn Open               | Rodney Goggins   | 5:1       |
| Sieger          | 2002  | Nordirische U21-Meisterschaft     | Paddy McLoughlin | 4:1       |